# Păsărei
Păsărei – wieś w Rumunii, w okręgu Vâlcea, w gminie Roșiile. W 2011 roku liczyła 121 mieszkańców.